# Mistrzostwa Europy w Lekkoatletyce 2010 – sztafeta 4 × 100 m kobiet
Sztafeta 4 × 100 metrów kobiet – jedna z konkurencji rozegranych podczas lekkoatletycznych mistrzostw Europy na Estadi Olímpic Lluís Companys w Barcelonie.
W konkurencji wystąpiła reprezentacja Polski w składzie:Marika Popowicz, Daria Korczyńska, Marta Jeschke, Weronika Wedler

## Terminarz
| Data       | Godzina |            |
| ---------- | ------- | ---------- |
| 31 lipca   | 10:45   | Eliminacje |
| 1 sierpnia | 19:50   | Finał      |

## Rezultaty

### Kwalifikacje
| CR – rekord mistrzostw \| NR – rekord kraju \| AR – rekord kontynentu        |
| WL – najlepszy tegoroczny wynik na listach światowych \| PB – rekord życiowy |

| Pozycja | Bieg | Reprezentacja                                                                             | Czas  | Uwagi |
| ------- | ---- | ----------------------------------------------------------------------------------------- | ----- | ----- |
| 1       | 2    | Rosja · Juna Miechti-Zadie · Julija Kacura · Julija Guszczina · Julija Czermoszanska      | 43,23 | Q     |
| 2       | 1    | Ukraina · Ołesia Powch · Natalija Pohrebniak · Marija Riemień · Ołena Czebanu             | 43,24 | Q     |
| 3       | 2    | Polska · Marika Popowicz · Daria Korczyńska · Marta Jeschke · Weronika Wedler             | 43,30 | Q     |
| 4       | 2    | Francja · Céline Distel · Véronique Mang · Nelly Banco · Christine Arron                  | 43,35 | Q     |
| 5       | 1    | Białoruś · Julija Nieściarenka · Kaciaryna Szumak · Alena Nieumiarżycka · Julija Bałykina | 43,69 | Q     |
| 6       | 2    | Belgia · Olivia Borlée · Hanna Mariën · Élodie Ouédraogo · Frauke Penen                   | 43,82 | q     |
| 7       | 1    | Hiszpania · Ana Torrijos · Digna Luz Murillo · Estela García · Amparo María Cotán         | 43,88 | Q     |
| 8       | 2    | Szwecja · Emma Rienas · Lena Berntsson · Elina Backman · Moa Hjelmer                      | 43,90 | q     |
| 9       | 1    | Irlandia · Amy Foster · Niamh Whelan · Claire Brady · Ailis McSweeney                     | 43,93 |       |
| 10      | 2    | Wielka Brytania · Joica Maduaka · Montell Douglas · Hayley Jones · Laura Turner           | 44,09 |       |
| 11      | 1    | Litwa · Silva Pesackaite · Edita Kavaliauskiene · Sonata Tamošaitytė · Lina Grinčikaitė   | 44,13 |       |
| 12      | 1    | Włochy · Jessica Paoletta · Tiziana Grasso · Giulia Arcioni · Audrey Alloh                | 44,15 |       |
| 13      | 1    | Słowenia · Tina Murn · Sabina Veit · Kristina Zumer · Merlene Ottey                       | 44,30 |       |
| 14      | 1    | Holandia · Femke van der Meij · Loreanne Kuhurima · Anouk Hagen · Jamile Samuel           | 44,70 |       |
| 15      | 2    | Bułgaria · Inna Eftimowa · Monika Gaczewska · Gabrieła Łalewa · Iwet Łałowa               | 44,72 |       |
| 16      | 2    | Łotwa · Marlena Reimane · Ieva Zunda · Sandra Kruma · Jekaterina Cekele                   | 44,92 |       |
| 17      | 2    | Norwegia · Siri Eritsland · Mari Gilde Brubak · Ida Bakke Hansen · Ezinne Okparaebo       | 44,96 |       |
| –       | 1    | Niemcy · Yasmin Kwadwo · Marion Wagner · Anne Möllinger · Verena Sailer                   | –     | DSQ   |

### Finał
| Pozycja | Tor | Reprezentacja                                                                               | Czas  | Uwagi |
| ------- | --- | ------------------------------------------------------------------------------------------- | ----- | ----- |
|         | 6   | Ukraina · Ołesia Powch · Natalija Pohrebniak · Marija Riemień · Jelizaweta Bryzhina         | 42,29 | WL    |
|         | 7   | Francja · Myriam Soumaré · Véronique Mang · Lina Jacques-Sébastien · Christine Arron        | 42,45 |       |
|         | 5   | Polska · Marika Popowicz · Daria Korczyńska · Marta Jeschke · Weronika Wedler               | 42,68 | NR    |
| 4       | 3   | Rosja · Juna Miechti-Zadie · Aleksandra Fiedoriwa · Julija Guszczina · Julija Czermoszanska | 42,91 |       |
| 5       | 4   | Białoruś · Julija Nieściarenka · Kaciaryna Szumak · Alena Nieumiarżycka · Julija Bałykina   | 43,18 |       |
| 6       | 8   | Hiszpania · Ana Torrijos · Digna Luz Murillo · Estela García · Amparo María Cotán           | 43,45 | NR    |
| 7       | 2   | Szwecja · Emma Rienas · Lena Berntsson · Elina Backman · Moa Hjelmer                        | 43,75 |       |
| –       | 1   | Belgia · Olivia Borlée · Hanna Mariën · Élodie Ouédraogo · Frauke Penen                     | –     | DNF   |